# Pomnik Wdzięczności Armii Radzieckiej w Lidzbarku Warmińskim
Pomnik Wdzięczności Armii Radzieckiej w Lidzbarku Warmińskim – pomnik, który znajdował się przy drodze krajowej numer 51, u zbiegu ulic Bartoszyckiej i Warmińskiej w Lidzbarku Warmińskim, w województwie warmińsko-mazurskim, w latach 1949–2018.

## Historia
Pomnik stanął na miejscu wzniesionego w 1926 r. i usuniętego w 1945 r. pomnika pierwszowojennego. Nowy pomnik wzniesiono w 1949 r., w formie obelisku,  dla upamiętnienia poległych podczas walk w Prusach Wschodnich w 1945 r. żołnierzy radzieckich, uzupełniając go w 1973 r. o rzeźbę przedstawiającą dwóch żołnierzy Armii Czerwonej. Po transformacji systemowej w Polsce z 1989 r. usunięto z niego między innymi czerwone gwiazdy wieńczące obelisk. Pomnik został również ogrodzony ze względu na zły stan techniczny. W 2018 r. został rozebrany.